# Pingualuit-Krater

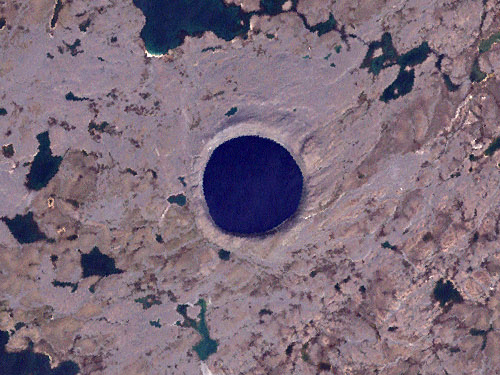
Landsat 7-Satellitenbild des Pingualuit-Kraters

Der Pingualuit-Krater (englisch Pingualuit Crater, französisch cratère des Pingualuit; Inuktitut, „wo das Land sich erhebt“, frühere Bezeichnungen sind  Chubb Crater (1950–1968) und später New Quebec Crater bzw. cratère du Nouveau-Québec (1968–1999)) ist ein Einschlagkrater auf der Ungava-Halbinsel im Norden von Québec in Kanada.
Er hat einen Durchmesser von 3,44 km, eine Tiefe von 400 m und entstand im Pleistozän vor 1,4±0,1 Millionen Jahren.
Der Krater erhebt sich 160 m über die ihn umgebende Tundra-Landschaft.
Die Höhe des Kraterrands erreicht 657 m Seehöhe.
Der 267 m tiefe und 6,4 km² große Pingualuk-See liegt im Zentrum des Kraters.
Er hat einen mittleren Durchmesser von 2,8 km, sowie einen maximalen Durchmesser von 3,2 km.
Der See ist einer der tiefsten Seen in Nordamerika. Die Wasserqualität des Sees ist außerordentlich, mit einem Salzgehalt von weniger als 3 ppm.
Im Vergleich dazu beträgt die Salinität der Großen Seen 500 ppm.
Nur der Mashū-See in Japan hat ein klareres Wasser als der Pingualuk-See.
Der 2004 gegründete und 1.133,90 km² große Provincial Park Parc national des Pingualuit umfasst den Krater und seine Umgebung.

## Entdeckung
Lange Zeit blieb der wassergefüllte Krater für die allgemeine Öffentlichkeit unbekannt. Nur die in der Region lebenden
Inuit kannten ihn und nannten den See wegen seines klaren Wassers das „Kristallauge von Nunavik“. Während des Zweiten Weltkriegs nutzten Piloten den kreisförmigen See zu Navigationszwecken.
Am 20. Juni 1943 wurde der Krater auf einem meteorologischen Flug über die Ungava-Region der Provinz Québec von einem Flugzeug der United States Army Air Forces fotografiert. Das Bild zeigte einen weiten Kraterrand, der sich über seine Umgebung erhob. Im Jahre 1948 unternahm die Royal Canadian Air Force ein Programm zur fotografischen Erkundung (Fotomapping) von Kanada. Die dabei entstandenen Fotografien wurden jedoch erst 1950 öffentlich zugänglich.
1950 weckte das ungewöhnliche Terrain das Interesse des Diamanten-Prospektors Frederick W. Chubb, sodass dieser den Geologen Victor Ben Meen vom Royal Ontario Museum um eine Einschätzung ersuchte. Chubb hoffte, dass der Krater vulkanischen Ursprungs sein könnte und somit Diamantenvorkommen beherbergen könnte, ähnlich denen in Südafrika. Meens Kenntnisse über die kanadische Geologie ließen diese Annahme jedoch nicht zu. Beide reisten 1950 per Flugzeug zum Krater. Während dieses Fluges schlug Meen vor, den Krater „Chubb Crater“ zu nennen.